# 릴리야 포드코파예바
릴리야 올렉산드리우나 포드코파예바(우크라이나어: Лілія Олександрівна Подкопаєва, 러시아어: Лилия Александровна Подкопаева 릴리야 알렉산드로브나 포드코파예바[*], 1978년 8월 15일 ~ )는 전 우크라이나의 체조 선수로, 1996년 애틀랜타 올림픽, 1995년 세계 선수권, 1996년 유럽 선수권 대회에서 개인 종합전의 우승을 휩쓸었다. 다른 체조 종목들에서 묘기를 달성하여 역사상 최고의 체조 선수들 중의 하나로 여겨졌다.

## 선수 경력
도네츠크에서 태어나 5세 때에 자신의 조모에 의하여 체조를 소개받은 포드코파예바는 소비에트 연방의 붕괴 이전에 연소자로서 소비에트의 명성 원형 호수 체조 시설에서 훈련하였다. 1996년 하계 올림픽에서 러시아인 총감독 레오니트 아르카예프는 그녀를 자신이 거의 작업을 놓쳤던 자와 함께 한 체조 선수로 주목하였다. 우크라이나에서 포드코파예바는 키예프에 있는 국립 훈련 센터에서 전 체조 챔피언 류드밀라 투리셰바 아래 훈련하였다.
포드코파예바는 1993년 국제 데뷔를 하여 14세 밖에 안 됐을 때에 그 해의 세계 선수권에서 개인 종합 16위를 하였다. 뜀틀 운동 결승전에 나갈 수 있었으나, 첫 시도에서 부디쳐 마지막으로 오고 말았다.
1994년 그녀의 경쟁적 행운들이 광대하게 향상되었다. 그해에 열린 세계 선수권 대회에서 개인 종합 6위와 평균대 운동에서 은메달을 땄다. 유럽 선수권 대회에서는 4개의 메달 - 마루 운동에서 금메달, 평균대에서 은메달, 뜀틀과 단체전에서 동메달을 획득하였다. 개인 종합과 2단 평행봉 결승전에도 나갔지만 각각 5위와 6위를 하였다. 상트페테르부르크에서 열린 친선 경기에서 뜀틀 운동 타이틀을 우승하고 개인 종합 4위, 단체전과 마루 운동에서 2위를 하였다.
1995년 선수권 대회에서 포드코파예바는 새로 세운 과정과 최적 조건의 육체적 컨디션과 함께 경쟁을 벌였다. 그녀의 옛날 불일치들로 인하여, 넓게 패배자로 숙고되었다. 그러나 다른 많은 장식된 체조 선수들이 약해질 동안 포드코파예바는 개인 종합 타이틀을 우승하면서 자신의 인생과 접촉하였다. 그녀는 러시아의 스베틀라나 호르키나와 루마니아의 라비니아 밀로쇼비치를 꺾었다. 뜀틀에서 또 하나의 금메달을 획득하고, 2단 평행봉과 평균대에서 은메달을 땄다. 우크라이나 팀이 5위를 하는 데 도움을 준 단체전에서 그녀의 공헌들은 애틀랜타 올림픽에 출전하는 데 인정되었다.
1996년 초순에 그녀는 평균대 연습에서 떨어지면서 심한 부상을 당하여 갈비뼈 2개가 부러지고 말았다. 그해에 열린 유럽 선수권 대회에서 개인 종합, 2단 평행봉과 마루 운동을 우승하는 데 충분히 회복되었다. 개인 종합에서 자신의 어린 시절 우상 스베틀라나 보긴스카야를 2위로 밀었다. 또한 뜀틀에서 동메달을 따기도 하였다.
세계와 유럽 선수권 챔피언으로서 포드코파예바는 애틀랜타 올림픽에서 우승 후보로 보였다. 단체전에서는 우크라이나 팀의 최고 득점을 배치할 수 있었으며, 그들을 5위로 오는 데 도움을 주었다. 그러나 단체전의 뜀틀에서 그녀는 2개의 실수를 하고 첫 시도에서 거의 부상을 당할 뻔하였다. 2번째 시도에서 떨어진 그녀는 뜀틀 경기에 나갈 수 있었다. 2회의 개인 종합 세계 챔피언 섀넌 밀러를 개인 종합 전에서 능가할 수 있던 포드코파예바는 강한 상연을 벌여 금메달을 획득하였다. 1972년의 투리셰바 이래, 그녀는 세계 챔피언으로서 올림픽 개인 종합 타이틀을 우승한 첫 여성 체조 선수가 되었다. 추가로 투리셰바 이래에 유럽, 세계 선수권, 올림픽의 개인 종합 타이틀을 동시에 보유한 첫 여성 선수가 되기도 하였다. 그녀는 올림픽이 열리기 3주 전에 사망한 자신이 사랑한 조모에게 자신의 타이틀을 봉납하였다. 마루 운동에서 또 다른 금메달을 따고 평행봉에서 은메달을 따면서 나디아 코마네치 이래 같은 올림픽에서 개인 종합을 이기고나서 또 하나의 개인적 금메달을 딴 단 하나의 여성 선수가 되었다.
올림픽 이후 지속적으로 경기에 나가는 데 작정이었던 포드코파예바는 1997년 세계 선수권의 단원 선수였다. 그러나 부상을 입어 곧 은퇴하였다.

## 이후의 일생
포드코파예바는 현재 HIV/에이즈를 위한 우크라이나 국제 연합 친선 대사로 있다.
그녀는 아직도 활동적으로 체조와 관련되어 있으며, 유럽 회의 주재 우크라이나 스포츠 대사이기도 하다. 2004년에 국제적 명예 진급 심사로서 증명되었고, 또한 우크라이나와 미국에서 광범하게 코치를 맡고 있다. 우크라이나에서 그녀는 골든 릴리 토너먼트를 설립하였다. 2002년에 시작된 그 행사는 국제 체조 경연 대회에서 축제의 박람회로 전개하였다.
2006년에는 〈Dancing with the Stars〉의 우크라이나 개작에서 우승하기도 하고, 2008년 유로비전 댄스 컨테스트에서 세르게이 코스테트스키와 함께 우크라이나를 대표하기도 하였다.